# Vikersund
Vikersund er en by og administrationscenteret i Modum kommune i Viken fylke i Norge. Byen har 2.748 indbyggere per 1. januar 2009 og ligger ved sydenden af Tyrifjordens sydvestlige arm og ved fjordens udløb. Tyrifjorden munder ud i Drammenselven ved Vikerfossen.

## Stedet
Vikersund ligger 30 kilometer syd for Hønefoss og 40 kilometer nordvest for Drammen. Stamvejen riksvei 35 passerer forbi Vikersund, mens Vikersund Station er tilknyttet Randsfjordbanen og Bergensbanen. Mellem Vikersund og Krøderen går Norges længste museumsjernbane, Krøderbanen.
Historisk har Vikersund været vigtig i træforædling og papirindustrien. Tømmer blev flådet på Tyrifjorden, videre ud Vikerfossen og ned ad Drammenselven fra Vikersund. I dag er de største arbejdsgivere i Vikersund Modum kommune, Modum Bad og entreprenørselskapet Albert Kr. Hæhre.
Vikersund har en børneskole – Vikersund barneskole, og en ungdomsskole – Nordre Modum Ungdomsskole. Eleverne på NMU kommer fra Vikersund skole, Sysle børneskole, og nogle kommer også fra Stalsberg skole (Geithus).

## Kultur og idræt
Vikersund er måske mest kendt for sin skiflyvningsbakke, Vikersundbakken. Bakken bliver verdens største hopbakke til prøve-VM i februar 2011 og arrangerer jævnlig verdenscup i skiflyvning. I 2012 skal VM i skiflyvning efter planen arrangeres på Vikersundbakken.
Modum kommune har mange kultur- og idrætsanlæg. I Vikersund ligger blandt andet Vikersund Hoppsenter med syv skihopbakker, en nihuls golfbane, alpinbakke og Modum Kulturhus.